# Сюй Личжи
Сюй Личжи (англ. Lap-Chee Tsui, иер. трад. 徐立之, ютпхин: ceoi4 laap6 zi1, кант.-рус.: Чхёй Лаап Чи, пиньинь: Xú Lìzhī, также Лап-Чи Цуй, род. 21 декабря 1950, Шанхай, КНР) — канадский генетик китайского происхождения, 14-й вице-канцлер и президент Гонконгского университета.

## Биография
Родился в Шанхае (КНР), вырос в Коулуне, Гонконг. Учился в государственной средней школе.
Изучал биологию в Колледже Новой Азии Китайского университета Гонконга; получил дипломы бакалавра наук и магистра философии в 1972 и 1974 годах, соответственно. Продолжил последипломное образование в США; Получил степень доктора философии в университете Питтсбурга (1979 год). В том же году стал научным сотрудником в Национальной лаборатории Ок-Ридж, штат Теннесси, а затем в 1981 году поступил в отдел генетики больницы для больных детей в Торонто.

## Научная карьера
С 1981 по 2002 год продолжал свои исследования и преподавание попеременно в больнице для больных детей и Университете Торонто. До своего назначения вице-канцлером был главным генетиком и руководителем программы генетики и геномной биологии Научно-исследовательского института при больнице для больных детей. Также был заведующим кафедрой по кистозному фиброзу и профессором Университета Торонто. С 2000 по 2002 год был президентом организация по изучению генома человека.

## Научный вклад

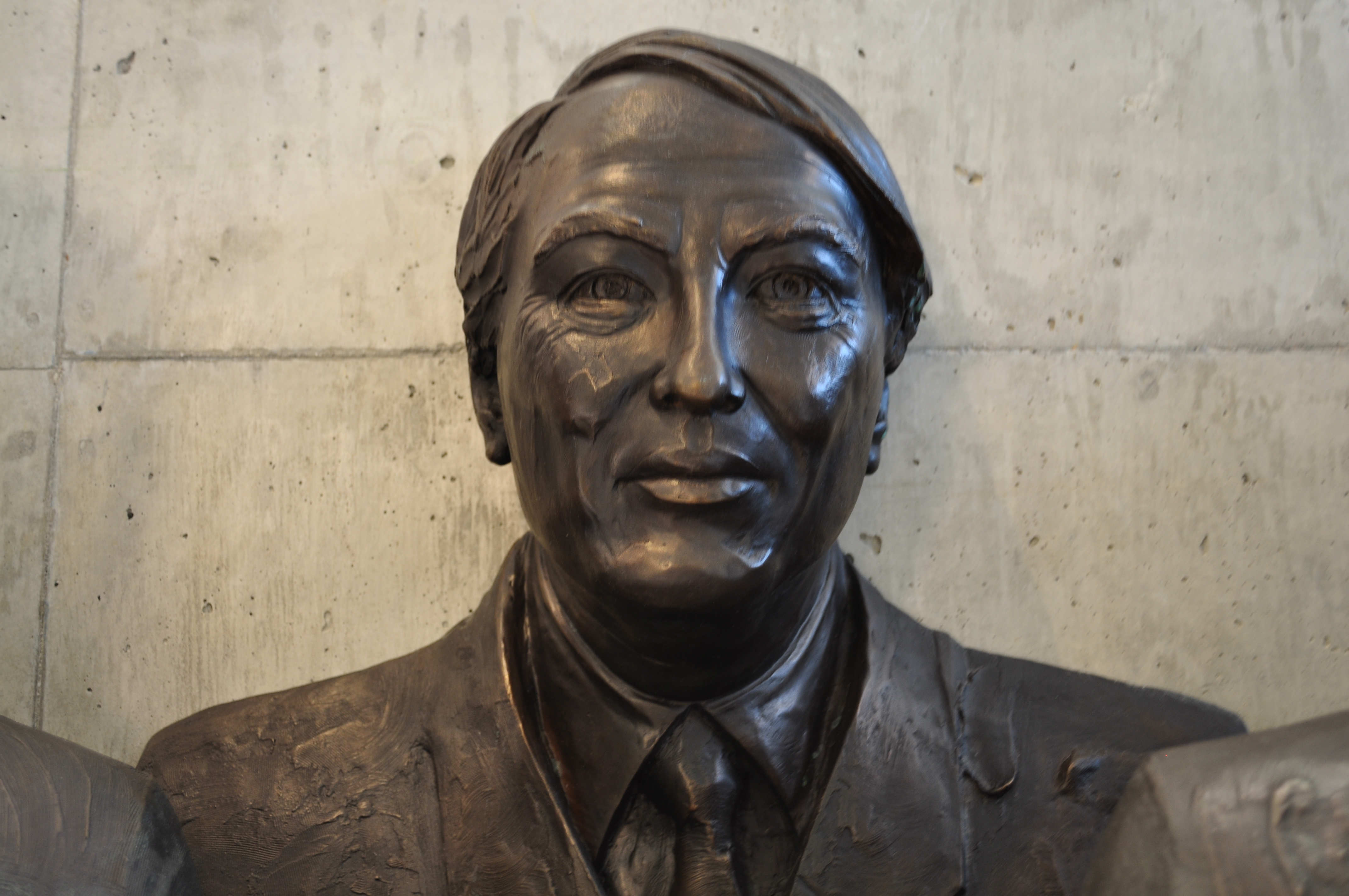
Бюст Сюй Личжи в здании университета Торонто

Получил международное признание в 1989 году, когда вместе со своей командой определил дефектный ген-регулятор трансмембранной проводимости муковисцидоза (CFTR), который вызывает кистозный фиброз, что было крупным прорывом в генетике человека. Также внёс значительный вклад в изучение генома человека, особенно в характеристику 7-й хромосомы и идентификацию некоторых генов, способных вызывать болезни.